# Clavisodalis sentifer
Clavisodalis sentifer is een eenoogkreeftjessoort uit de familie van de Taeniacanthidae. De wetenschappelijke naam van de soort is voor het eerst geldig gepubliceerd in 1982 door Dojiri & Humes.